# Société française de Wothlytypie
Die Société Française de Wothlytypie – Französische Gesellschaft der Wothlytypie wurde 1865 von Emmanuel Mangel du Mesnil (1815–1890) mit Sitz in der Rue de la Grange-Batelière Nummer 12 in Paris gegründet. Der Name bezog sich auf die Wothlytypie, ein spezielles Edeldruckverfahren mit Hilfe von Uran in der Photographie. Ihr Entdecker, der Aachener Jacob Wothly, hatte am  26. November 1864 das französische Patent für seine neue Technik erhalten. Erst durch seine Neutralisierung des Uranoxids war das Verfahren möglich. Wothly hatte seine Wothlytypie selbst vor Kunstfotografen in Paris vorgestellt.

## Gründung der Gesellschaft
Emmanuel Mangel du Mesnil, vermutlich ausgebildeter französischer Maler und Photograph, war ab 1854 in Mexiko als Diplomat tätig. Als Photograph und Vizekonsul sandte ihn die Mexikanische Regierung 1856 nach Argentinien, wo er bis 1861 ein Photostudio betrieb. Anschließend war er als Außenminister für die Regierung Uruguays in Montevideo tätig.
Nach seiner Rückkehr im Jahr 1863 nach Frankreich, erstellte Mangel du Mesnil 1865 Abzüge seiner Aufnahmen aus seiner Zeit in Südamerika nach dem neuen Edeldruckverfahren der Wothlytypie. Als Signatur setzte er einen Blindstempel in der unteren rechten Ecke. Mesnil war von dieser Technik so fasziniert, dass er sie als das Ei des Kolumbus bezeichnete.
Schließlich gründete Mesnil zur Lizenzierung und kontrollierten Verbreitung dieser Drucktechnik im Jahr 1865 die Société Française de Wothlytypie. Die Franzosen selbst bezeichneten die Wothlytypie als Épreuves positives photographiques dit Wothlytypie und waren der Meinung, dass das Wothlytypie-Verfahren eine Revolution bedeutete. Frankreich erwarb das Wothlytypie-Patent für 20.000 Franken. Mangel du Mesnil kaufte die französische und belgische Lizenz für die gewerbliche Verwertung des Verfahrens. Das Patent und das nötige Zubehör konnten anschließend über die Gesellschaft erworben werden. Als Direktor der Société sorgte er sich vor allem um die Problematik der Nachahmung und schädlichen Beeinträchtigung des Verfahrens. Vor allem wollte Mesnil Fälschungen und nachteilige Veränderungen, die den Erfolg des Unternehmens beeinträchtigen konnten, verhindern. Er schlug vor, eine entsprechende Organisation mit Sitz in Belgien einzurichten. Während der Wartezeit stellte er die Lizenzen für belgische Photographen aus und ermöglichte ihnen, die Produkte für das Wothlytypie-Verfahren in Paris zu erwerben.

## Strukturen
Mitglieder konnten alle werden, die eine Lizenz erworben und damit das Recht zur Anfertigung von Bildern nach dem Wothlytypie-Verfahren hatten.
Aufgaben der Gesellschaft waren die autorisierte Nutzung und Genehmigung des Verfahrens der Wothlytypie entsprechend der Lizenzvergabe. Nur den Mitgliedern wurde das Recht gewährt, die notwendigen Produkte für die Wothlytypie zu einem „übermäßig reduzierten Preis“ zu erwerben.
Die Mitglieder hatten folgende Rechte und Pflichten:
1. Die Lizenz war persönlich und nicht übertragbar
2. Recht zur Ausübung der Lizenz in einer einzigen Niederlassung
3. Jedes Mitglied hatte in seinem Atelier sein Diplom gerahmt sichtbar aufzuhängen.
4. Alle Erzeugnisse für das Wothlytypie-Verfahren (Collodium, Chemikalien, Spezialpapiere etc.) erforderten eine gute Qualität. Zur Gewährleistung wurden sie daher nur am Hauptsitz des Unternehmens in Paris verkauft.
5. Jedes Mitglied wurde aufgefordert, alle Aufträge je nach Anforderung an den Hauptsitz des Unternehmens zu melden. Ansonsten erfolgte ein Widerruf der Lizenz.

Unter anderem durften im Laufe der Zeit folgende Personen und Institutionen das neue Verfahren anwenden:
- Jacob Wothly, Aachen
- Ludwig Clamor Marquart, Bonn
- Otto Volger, Frankfurt am Main
- Wilhelm Blandowski, Gleiwitz
- Hermann Wilhelm Vogel und Ernst Christian Friedrich Schering, Berlin
- Photographische Gesellschaft, Wien
- Ghémar Frêres, Brüssel[5]
- Walter Damry, Lüttich
- London Stereoscopic and Photographic Company[6]

In Deutschland wurden in den nächsten Jahren tausende Lizenzen vergeben, zunächst für 250, ab 1864 für 300 fr. Die Fotografen erzielten beste Ergebnisse. Schickte man Fünf-Francs-Briefmarken an Mesnil, erhielt man ein Probebild einer Wothlytypie. Diese stellten Jäger, zwei Damen-Porträts und einen Vogel dar. Ein Damen-Porträt zeigte eine an einem Tisch sitzende Lesende. Vogel bezeichnete die eingesandten vier Probeabzüge als technische und künstlerisch niveauvolle Werke in klarem Ton. Die Mitglieder lobten die einfache Handhabung der Wothlytypie. Ihrer Ansicht nach lieferte das Wothly’sche Verfahren bessere Bilder als die Silberchlorid-Abzüge. Marquart stellte fest, dass die Bilder einen weichen und zarten Glanz hatten und eine gleichmäßige Abstufung im Ton, „aus dem intensiven Licht, bis zu den tiefsten Schatten.“.